# 西隆拉莊足球俱樂部
西隆拉莊足球俱樂部 （英語：Shillong Lajong Football Club），簡稱西隆拉莊，是一家設於印度梅加拉亞邦西隆的足球俱樂部，球隊目前於印度頂級聯賽印度足球甲級聯賽參賽。俱樂部名拉莊源自於梅加拉亞邦當地卡西族語言卡西语，其意義為我們同胞的。

## 歷史
西隆拉莊足球俱樂部建立於1983年，源於1982年西隆地區的足球隊在梅加拉亞邦邀請杯（Meghalaya Invitation Cup）表現不佳，激起當地足球界人士建立一支新的足球隊，以提升當地足球隊實力。
1983年，西隆拉莊足球俱樂部參加西隆體育協會職業聯賽（Shillong Sports Association League ）第三組，球隊再聯賽中拿下冠軍，並晉升至西隆體育協會職業聯賽第二組。1984年，西隆拉莊在賽季後確定可晉升至西隆體育協會職業聯賽第一組。1990年，西隆拉莊在梅加拉亞邦邀請杯獲得冠軍。
2009年，西隆拉莊參加印度足球乙級聯賽，球隊在賽季表現出色拿下季軍，只隔一季便可確定晉升至印度足球甲級聯賽。
2009年10月，西隆拉莊晉升至印度足球甲級聯賽，並參加2009-10年印甲賽季，球隊同時指定前薩爾高卡與東孟加拉總教練史丹利·羅薩里奧為總教練帶領球隊面對新賽季。
西隆拉莊在印甲首場比賽是對上賈加蒂特棉紡，但最後以1-5落敗。之後在印甲首場主場比賽，西隆拉莊以3-0擊敗印度空軍，但是在第二場主場比賽卻以1-2輸給莫亨巴根。在2009-10年賽季結束後，西隆拉莊在賽季排名為倒數第一，球隊晉升至印甲一季後，再次被下放至印度足球乙級聯賽。
2011年，西隆拉莊因是2011年印度足球乙級聯賽決賽圈舉辦球隊，因此可不經小組賽，直接晉升至決賽圈隊伍。2011年5月13日，西隆拉莊以1-0擊敗伊斯兰教徒，以賽季第一名之姿再度晉升2011–12年印度足球甲級聯賽賽季。
2013–14年印甲賽季，西隆拉莊以8勝9平7負的成績，在聯賽排名第六，這是西隆拉莊目前在印甲賽季中最好的成績。

## 球衣
西隆拉莊足球俱樂部的主場隊服是紅色搭配白色條紋，在客場時的隊服顏色是白色搭配紅色條紋。

## 主場
西隆拉莊足球俱樂部目前主場是位於西隆的賈瓦哈拉爾·尼赫魯體育場。

## 球隊榮譽
- 印度足球乙級聯賽（英语：I-League 2nd Division）

冠軍：2011年（1次）
- 印度聯合會盃

亞軍：2009–10年（1次）

## 外部連結
- Official website （页面存档备份，存于）